# Club Arnau de Vilanova
El Club Arnau de Vilanova (CAV), també anomenat Club d'Opinió Arnau de Vilanova, és un col·lectiu integrat per professionals de diverses ideologies, però amb un denominador comú: la reflexió continuada sobre la realitat nacional de Catalunya amb una preocupació cívica i una exigència ètica davant la problemàtica de la societat catalana. El Club manté la seva presència pública des de l'any 1981 a través de col·laboracions a la premsa, organització de debats, publicació de manifestos i altres activitats.
El 2002 va publicar un Manifest per l'ús social de la llengua catalana que denunciava la poca qualitat lingüística als mitjans de comunicació catalans. Va ser un manifest criticat pel seu rigorisme normatiu. És també un reflex de les seves inquietuds l'edició d'una quinzena de llibres individuals o col·lectius, entre els quals hi ha "Cataluña, esa desconocida para España" (1983), Catalunya-Espanya: ficció i realitat (1988), "Para entendernos. Los grandes temas del debate Cataluña-España" (1996) i, en els darrers anys, la sèrie en volums de reculls d'articles "El discret encant del nacionalisme".